# Sporidesmium atrum
Sporidesmium atrum är en svampart som beskrevs av Link 1809. Sporidesmium atrum ingår i släktet Sporidesmium, ordningen Pleosporales, klassen Dothideomycetes, divisionen sporsäcksvampar och riket svampar.   Inga underarter finns listade i Catalogue of Life.